# Bonawentura Maciej Pawlicki
Bonawentura Maciej Pawlicki (ur. 30 listopada 1933 w Krakowie, zm. 29 kwietnia 2019 w Krakowie) – polski architekt, historyk architektury i urbanistyki, konserwator zabytków, wykładowca akademicki, prof. zw. dr hab. inż. arch. Politechniki Krakowskiej i innych uczelni w Polsce.

## Życiorys
Jest absolwentem V Liceum Ogólnokształcącego im. Augusta Witkowskiego w Krakowie. Ukończył studia na Wydziale Architektury Politechniki Krakowskiej im. Tadeusza Kościuszki (1951-1957), Uprawnienia Budowlane nabył w 1963 r. Po studiach wolontariusz Katedry Historii Architektury Polskiej. Praca doktorska pt. Problemy konserwatorskie Zamościa i ich związki z rozwojem gospodarczym i urbanistycznym miasta (1964). Rozprawa habilitacyjna pt. Strategia konserwacji zabytków architektury w Polsce została wydana drukiem w 1993 r. Od 1997 r. profesor nadzwyczajny PK, profesor tytularny w 2002 r. Specjalność: architektura i urbanistyka, historia architektury i konserwacja zabytków, miernictwo, ochrona dóbr kultury, historia kultury i sztuki. Zastępca dyrektora Instytutu Historii Architektury i Konserwacji Zabytków PK ds. Dydaktycznych. Kierownik Zakładu Studiów i Badań. Pełnomocnik dziekana Wydziału Architektury PK ds. Studenckich Kół Naukowych i Uczelnianych Sesji Studenckich Kół Naukowych. W latach 1983–1990 pełnił funkcję konsultanta, weryfikatora, głównego specjalisty ds. projektowych w Pracowni Projektowej Przedsiębiorstwa Rewaloryzacji Zabytków Krakowa. Rzeczoznawca Ministra Kultury w dziedzinie ochrony zabytków nieruchomych (1997, 2001). Uczestniczył w zespołowych badaniach, pracach studialnych i projektach konserwatorskich dotyczących Krakowa (Wieża ratuszowa, Collegium Maius Uniwersytetu Jagiellońskiego), Polski Południowej (Sławków, Opatów, Chełm, Zamość, Przemyśl). Pełnomocnik Jego Magnificencji Rektora PK ds. realizacji Umowy z 1962 r. o współpracy pomiędzy Politechniką Krakowską, a Prezydium Miejskiej Rady Narodowej w Zamościu. Uczestniczył w pracach Zamojskiego Towarzystwa Przyjaciół Nauk. W latach 1972–1975 dyrektor ds. technicznych odbudowy Zamościa.  Jest autorem projektu i realizacji amfiteatru letniego przed Nową Bramą Lubelską w Zamościu (1971-1975), współautorem projektów Pałacu Zamoyskich i zespołu kamienic ormiańskich adaptowanych na potrzeby Muzeum Zamojskiego (pełna rekonstrukcja XVII-wiecznych attyk; 1975-1980). Przeciwstawiał się niezgodnemu ze sztuką konserwatorską remontowi reprezentacyjnych schodów zewnątrz zamojskiego ratusza i niszczeniu artefaktów w trakcie prac rewaloryzacyjnych Twierdzy Zamość. W 2019 r. otrzymał tytuł Honorowego Obywatela Miasta Zamość ("jako wyraz wdzięczności za rozsławianie miasta oraz działalność artystyczną, architektoniczną i konserwatorską zabytków Miasta Zamość"). Uczestnik prac programowych pomiędzy PK a Wydziałem Architektury Uniwersytetu Korwina w Budapeszcie. Kierownik międzynarodowych studenckich praktyk inwentaryzacyjnych w ramach współpracy PK z Wydziałem Architektury Uniwersytetu w Zagrzebiu (Zagrzeb, Istria), współorganizator wieloletnich prac studialnych pod patronatem UNESCO i Ministerstwa Kultury Chorwacji (Lipik, Konavle). Brał udział w sympozjach konserwatorskich (Split, Hvar). Wieloletni sekretarz Teki Komisji Urbanistyki i Architektury, Komisji Technicznej Infrastruktury Wsi Polskiej Akademii Nauk Oddział w Krakowie, Sekcji Historii Architektury i Konserwacji Zabytków Komitetu Architektury i Urbanistyki Polskiej Akademii Nauk. Był współzałożycielem i członkiem Zespołu Redakcyjnego i Rady Programowej czasopisma naukowego „Krakowskie Studia Małopolskie”, członkiem Obywatelskiego Komitetu Ratowania Krakowa, Zarządu Towarzystwa Miłośników Miasta Królewskiego Kazimierz, wiceprezesem Towarzystwa Opieki nad Majdankiem Oddział Wojewódzki w Krakowie. Członek stowarzyszeń naukowych: Komisji Urbanistyki i Architektury PAN  Oddział w Krakowie. Recenzent serii „Architektura” - „Czasopisma Technicznego”. Działał w Stowarzyszeniu Konserwatorów Zabytków Oddział w Krakowie (przewodniczący 2 kadencji Komisji Kwalifikacyjnej Zarządu Głównego Stowarzyszenia Konserwatorów Zabytków). Uczestniczył w pracach Towarzystwa Opieki nad Zabytkami. Był członkiem Komitetu Narodowego ICOMOS i Stowarzyszenia Architektów Polskich - Oddział Kraków. Jest autorem projektu misyjnego krzyża (czerwiec 1999) - znaku Daru Odkupienia - w intencji posługi Bożej z okazji mszy świętej, celebrowanej przez papieża Jana Pawła II w katedrze wawelskiej, poświęconego przez papieża, który od lat stanowi jeden z najważniejszych  elementów i symboli Sali Senackiej PK.  Wykładowca Studium Podyplomowego Konserwacji Zabytków Architektury i Urbanistyki PK (1981-1990). Poza macierzystą Uczelnią wykładał także na Politechnice Lubelskiej, od 2005 r. przez kilka lat w Wyższej Szkole Zarządzania i Administracji w Zamościu, na Akademii Górniczo-Hutniczej w Krakowie na Wydziale Górniczym - kierunek Ochrona Środowiska i na Uniwersytecie Rolniczym im. Hugona Kołłątaja w Krakowie. W ostatnich latach swojego życia był związany z  Krakowską Akademią im. Andrzeja Frycza Modrzewskiego i Podhalańską Państwową Uczelnią Zawodową w Nowym Targu (gdzie m.in. pro bono założył w 2009 r.  Studenckie Koło Naukowe " Ad Quadratum", którym się opiekował aż do śmierci). Był znakomitym pedagogiem i zawsze podkreślał, że jego wiedza i badania naukowe muszą być przekazywane następnym pokoleniom. Propagował  zamiłowanie do nauki, organizował sesje naukowe, wydawał zeszyty prac studentów. Praca z kołami naukowymi była jego pasją przez całe życie. Oprócz pracy naukowej i społecznej zajmował się działalnością artystyczną (rysunek i akwarela: architektura i krajobraz), brał udział w indywidualnych oraz zespołowych wystawach krajowych i zagranicznych organizowanych także na macierzystej Uczelni. Do ostatnich dni kontynuował pasję swojego życia: był aktywnym naukowcem i dydaktykiem z zamiłowaniem do nauczania, lubianym przez studentów i współpracowników. Miał wiele planów i rozpoczętych opracowań naukowych, które przerwała śmierć (ostatnie teksty i recenzje dyktował do ostatnich swoich dni, parę miesięcy po rezygnacji z pracy dydaktycznej). Pozostawił po sobie kilkanaście książek, kilkaset artykułów naukowych, artykułów w czasopismach, referatów, wypowiedzi i wystąpień konferencyjnych, opinii, recenzji i ekspertyz architektoniczno-konserwatorskich, ponad 200 projektów, studiów i projektów konserwatorskich zabytków Krakowa i Zamościa. Był recenzentem kilkudziesięciu wniosków profesorskich, habilitacyjnych, rozpraw doktorskich i prac dyplomowych. Wypromował wielu doktorów i magistrów inżynierów architektów. Wydał dwa słowniki terminologiczne związane z architekturą i budownictwem.

## Wybór książek i rozdziały w książkach wielu autorów
- Strategia konserwacji zabytków architektury w Polsce, Monografia, wyd. PK, Kraków 1993.
- Wykaz zalecanych lektur i ważniejszych pozycji bibliograficznych do przedmiotu Konserwacja Zabytków (dla studentów Wydziału Architektury oraz słuchaczy Studium Podyplomowego w Instytucie Historii Architektury i Konserwacji Zabytków), Kraków 1993.
- Metodologia pracy naukowej ze studentami na Wydziale Architektury, Kraków 1995.
- Absolwenci krakowskiego Wydziału Architektury z lat 1945-1995, Graduates, Kraków 1995, wyd. PK., t. I, s. 1-135.
- Kamienice mieszczańskie Zamościa, problemy ochrony, Kraków 1998.
- Monitoring stanu zachowania obiektów zabytkowych przy wykorzystaniu współczesnych systemów informatycznych, Kraków 2004.
- Ilustrowany słownik terminów gwarowych budownictwa i architektury Podhala, Orawy i Spisza, Pomoce Dydaktyczne, Podhalańska Państwowa Wyższa Szkoła Zawodowa w Nowym Targu, Wyd. Czuwajmy, Kraków 2010.
- Najnowsza historia schodów ratusza w Zamościu: ”ad perpetuam rei memoriam”, Wyd. Czuwajmy, Kraków 2010, ss. 32, il. 3.
- Megaron, Szkice o ochronie zabytków w Polsce i Europie - fenomen procesów rozwojowych cywilizacji i kultury, wyd. WSZiA w Zamościu Wyd. Czuwajmy, Kraków 2011, ss. 316, il. 161.
- Techniki budowlane w kompleksach zabytkowych, Słownik terminologiczny, wyd. WSZiA w Zamościu, wyd. Czuwajmy, Kraków 2011, ss. 318, il. 405.
- Dokonania małopolskich inżynierów w budowie niepodległej Polski, praca zbiorowa pod red. B. M. Pawlickiego, Wyd. Czuwajmy, Małopolska Okręgowa Izba Inżynierów Budownictwa, Kraków 2019.
- Kamienice  ormiańskie  Zamościa, [w:] Zamość miasto idealne, Lublin 1980
- Z  problematyki  badawczej  gmachu  Akademii  Zamojskiej, [w:] Akademia Zamojska w dziejach i życiu miasta, Zamość 1996.

## Wybór innych publikacji (czasopisma i wydawnictwa niecykliczne)
- Strategia konserwacji zabytków architektury w Polsce, Monografia, Politechnika Krakowska, 1993.
- Polonia Minor, [w:] Krakowskie Studia Małopolskie, nr 1, Kraków 1997, s. 37-52.
- Z zagadnień kształtowania świadomości tradycji i ochrony dziedzictwa kultury w Małopolsce, [w:] Krakowskie Studia Małopolskie, nr 1, Kraków 1997, s. 21-36.
- Orawa - architektoniczna rodzimość regionu jako oznaka małej ojczyzny : wspomnienie z połowy XX wieku, [w:] Krakowskie Studia Małopolskie, nr 2, Kraków 1998, s. 65-95.
- W pogoni z utraconym czasem - Profesor Wiktor Zin (1925-2007), [w:] Miesięcznik Architektura & biznes, nr 9 (182), Kraków 2007, s. 66-67.
- Data Base of Historic Monuments of Architecture for the Purpose of Diagnosis and Monitoring of Restauration Works.[w:] The Future of Information Sciences: INFuture 2007 - Digital Information and Heritage. Ed. S. Seljan, H. Stančić. University of Zagreb, Faculty of Philosophy. Zagreb 2007 [CD]., współaut. D. Kereković, Zagreb 2007.
- Copy and reality. The reflections on the method to recognise the changes taking place in "time-space". [w:] Richness and Diversity of GIS. Ed. D. Kereković. Zagreb 2007, s. 293-302.
- Architektura bez granic – peryferyjność czy uniwersalizm, [w:] Teka Komisji Architektury, Urbanistyki i Studiów Krajobrazowych, Oddz. PAN w Lublinie, v. III, Lublin 2007, s. 107-116.
- Granice dzieł przeszłości i nowości, problem aksjologiczny, [w:] teka Komisji Urbanistyki, Architektury i Studiów Krajobrazowych, v. V, IVA, Lublin 2008, s. 6-12.
- Wymiar eschatologiczny sztuki tworzenia miejsc jako umiejętność kształtowania wyobraźni i zdeterminowany cel ludzkiej egzystencji, [w:] Sztuka tworzenia miejsc, wyd. Akademia Krakowska, Kraków 2008, s. 107-120.
- Ze studiów nad reliktami domniemanego Pałacu Sieciecha w Krakowie,[w:] Materiały II Forum „Architecturae Poloniae Medievalis”, Kraków 2009.
- O zasadności ochrony zespołu dworsko-parkowego w Jaszczurowej, Gm. Mucharz, woj. Małopolskie. Recenzja, dla R.D.G.W. w Krakowie, Kraków 2009.
- Ochrona interesu publicznego w inwestycjach budownictwa i rozwoju przestrzennego w Polsce, [w:] Zamojskie studia i materiały, wyd. WSZiA w Zamościu r. IX, z. 2 (29), Zamość 2009, s. 19-34.
- Ze studiów nad reliktami domniemanego palatium Sieciecha w Krakowie, [w:] II Forum Architecturae Poloniae medievalis, wyd. Politechnika Krakowska Czasopismo Techniczne, z. 23, rok 108, Kraków 2011, s. 180-225.
- Ze studiów nad budownictwem i architekturą Podhala w pracach studenckich, [w:] Architektura Ziem Górskich, Wczoraj, Dziś, Jutro, Nowy Targ 2011, s. 227-236, współaut. Z. J. Białkiewicz.
- Regionalizm i modernizm na Podhalu, [w:] Architektura Ziem Górskich, wczoraj, dziś, jutro, Nowy Targ 2011, s. 19-29.
- Profesor niezwyczajny, Wspomnienia profesorów Politechniki Krakowskiej, (wywiady autoryzowane) wyd. Politechnika Krakowska, Kraków 2011, s. 102-106 i nast.
- Imponderabilia prawne w świetle Karty Kraków 2000, [w:] Karta Krakowska 2000 - 10 lat później, wyd. Politechnika Krakowska, monografia 400, Kraków 2011, s. 87-95.
- O priorytetach i metodologii prac architektoniczno-archeologicznych w zabytkowych zespołach architektury i urbanistyki, [w:] III Forum Architecturae Poloniae medievalis, Wydawnictwo konferencyjne vol. 1, wyd. Politechnika Krakowska im. Tadeusza Kościuszki, Seria Architektura, Monografia 425, z. 23, rok 108, Kraków 2013, s. 263-294.
- Na styku Zachodu i Wschodu, czyli o wielowiekowym dziedzictwie Kultury architektonicznej Łotwy, [w:] Czasopismo: Wiadomości Konserwatorskie - Journal of Heritage Conservation Tom: 35, Warszawa 2013.
- Posłowie do monografii pod red. dr hab. inż. prof. AR w Krakowie Wojciecha Przegona [w:] Park na Woli Duchackiej w Krakowie, wczoraj – dziś – jutro, Kraków 2013, s. 169-176.
- Przestrzeń ideowa dóbr kultury i natury, [w:] Architektura krajobrazu na Uniwersytecie Rolniczym w Krakowie, pod. red. Wojciecha Przegona, Kronika z. 4, Kraków 2013, s. 28-36
- Związki polsko-włoskie w architekturze doby odrodzenia 1500-1600, Legami polacco-italiani nell’architettura del rinascimento 1500-1600, [w:] Teka Komisji Urbanistyki i Architektury O/PAN w Krakowie, t. XLIII (2015), s. 19-39.
- Zmienność pojęć w teorii i praktyce konserwacji zabytków i ochrony dóbr kultury, Differences in the theory and practice of the preservation of monuments and the protection of cultural heritage sites, [w:] Przeszłość dla przyszłości, Past for Future, II Kongres Konserwatorów Polskich, Warszawa-Kraków 2015, Czasopismo Techniczne, Architektura, z. 6-A (9), R. 2015, s. 141-154.
- O Zamościu - bez przemilczeń, (Idee ochrony zabytków), About Zamość without Concealments, (Heritage Protection Ideas) [w:] Teka Komisji Urbanistyki i Architektury O/PAN w Krakowie, t. XLIII (2015), s. 41-63.
- Zmienność pojęć w teorii i praktyce konserwacji zabytków i ochrony dóbr kultury, (100 Lat Ochrony Zamościa), Differences in the theory and practice of the preservation of monuments and the protection of cultural heritage sites, (100 Years of Zamość Protection), [w:] Teka Komisji Urbanistyki I Architektury O/PAN w Krakowie, t. XLIII (2015), s. 65-81.
- From a Megaron to a Megalopolis, Themes, Motifs & Symbols [w:] Dom w mieście, właściwości rzeczy architektonicznej, materiały z XV Międzynarodowej Konf. Naukowej Katedry Architektury Mieszkaniowej i Kompozycji Architektonicznej Instytutu Projektowania Architektonicznego WA PK, pt.: Definiowanie przestrzeni architektonicznej - dom w mieście - właściwości rzeczy architektonicznej, monografia 531, wyd. PK, Kraków 2016, s. 57-68.

## Odznaczenia, nagrody i wyróżnienia
- Srebrna Honorowa Odznaka Politechniki Krakowskiej (1978)
- Złota Odznaka za opiekę nad zabytkami Ministerstwa Kultury i Sztuki (1978)
- Medal XXX-lecia Politechniki Krakowskiej (1979)
- Odznaka „Zasłużony Działacz Kultury” (1979)
- wyróżnienie Społecznego Komitetu Odnowy Zabytków Krakowa (1979)
- Medal Budowniczy Zamościa (1980)
- Złoty Krzyż Zasługi (1980)
- Medal Komisji Edukacji Narodowej za zasługi dla oświaty i wychowania (1980)
- Laureat nagrody I stopnia Ministra Nauki, Szkolnictwa Wyższego i Techniki (1983)
- Medal 40-lecia PRL (1984)
- Medal „650-lecia Miasta Królewskiego Kazimierz" (1985)
- Srebrny Medal „Opiekuna miejsc pamięci narodowej” (1986)
- Krzyż Kawalerski Orderu Odrodzenia Polski (1988)
- Złota Odznaka za pracę społeczną dla Miasta Krakowa (1988)
- Złota Odznaka za zasługi dla Ziemi Krakowskiej (1990)
- Złoty Medal „Opiekuna miejsc pamięci narodowej” (1991)
- Medal wydany z okazji 50. rocznicy wyzwolenia obozu na Majdanku i 30-lecia założenia Towarzystwa Opieki nad Majdankiem „za zasługi poniesione w szerzeniu idei Towarzystwa oraz długoletnie zaangażowanie w prace Towarzystwa z młodzieżą akademicką i przekazywanie umiłowania ojczyzny” (1995)
- Krzyż Oficerski Orderu Odrodzenia Polski (2003 )
- Srebrny Medal Zasłużony Kulturze „Gloria Artis”(2011)[7]
- Honorowy Obywatel Miasta Zamość (2019)